# 三科
三科（さんか）とは部派仏教における、世界を在らしめる一切法（梵: sarva-dharma）を三範疇に分類したものであり、五蘊（五陰）・十二処・十八界で構成される。蘊・処・界、または陰・界・入と略すこともある。また、六根・六境・六識の三範疇をいうこともある。
一切法は、下記の五蘊の一つの蘊、十二処の一つの処、十八界の一つの界とにおさまる。およそ法はそれぞれの自性を保持するものであるから、ある法がそれと別個な自性をもつ他の法の中におさまるということは決して無い。諸法を五蘊、十二処、十八界と説くのは、衆生(有情)の愚かさ、あるいは資質、あるいは希求するところに3通りがあるから、それらの各々に応ずるためとされる。
また、原始仏典においては、我々の全経験領域をさしてこれらを一切(梵: sarvam、我々の全経験領域)と呼ぶものの、「我がある」とは明言されず、しかもそのどれもが無常であり、苦であり、非我であり、それらを厭離し離欲すれば解脱して悟るといわれる。

## 五蘊
五蘊（ごうん、梵: pañca-skandha） - 五陰（ごおん、旧訳）とも。人間の肉体と精神を五つの集まりに分けて示したもの。
- 色（しき、梵: rūpa） - すべての物質。
- 受（じゅ、梵: vedanā） - 感受作用。
- 想（そう、梵: saṃjñā） - 表象作用。
- 行（ぎょう、梵: saṃskāra） - 意志作用。
- 識（しき、梵: vijñāna） - 認識作用。

## 十二処
十二処（じゅうにしょ）または十二入（「処」は梵: āyatana） - 12の知覚を生じる場。六根、六境。 後に「処」の字をつけて呼ぶこともある。「処」とは、阿毘達磨倶舎論においては、心と心作用(心所)の生じてくる門(生門(しょうもん))のこと。
- 六根（ろっこん、梵: ṣaḍ-indriya） - 主観の側の六種の器官、感官のこと。六内入処（ろくないにゅうしょ）とも。

- 眼（げん、梵: cakṣus） - 視覚能力もしくは視覚器官
- 耳（に、梵: śrotra） - 聴覚能力もしくは聴覚器官
- 鼻（び、梵: ghrāṇa） - 嗅覚能力もしくは嗅覚器官
- 舌（ぜつ、梵: jihvā） - 味覚能力もしくは味覚器官
- 身（しん、梵: kāya） - 触覚能力もしくは触覚器官
- 意（い、梵: manas） - 知覚能力もしくは知覚器官

眼・耳・鼻・舌・身の5つを「五根」といい、人間の感覚能力 すなわち五感であり、意は認識するはたらきの拠り所となる感官である。
- 六境（ろっきょう、梵: ṣaḍ-viṣaya） - 客観の側の六種の対象、感官の対象のこと。六外入処（ろくげにゅうしょ）とも。

- 色（しき、梵: rūpa） - 眼根によって見られる色彩と形象

- 顕色（けんじき＝いろ）と形色（ぎょうしき＝かたち）の2種類に分たれ、また、青、黄、赤、白、長、短、方、円、高（凸形）、下（凹形）、正（規則的な形）、不正（不規則な形）、雲、煙、塵、霧、影、光、明、闇の20種に分たれる。

- 声（しょう、梵: śabda） - 聴覚の対象 

- 苦楽の感覚を発する有情身の発する音とそうでない音、意味を伝える音とそうでない音、および快い音とそうでない音との別により8種に分たれる。

- 香（こう、梵: gandha） - 嗅覚の対象 

- 良い香りと悪い香り、適度な香りとそうでない香りの別により4種に分たれる。

- 味（み、梵: rasa） - 味覚の対象 

- 甘さ、酸っぱさ、しおからさ、辛さ、苦さ、渋さの6種に分たれる。

- 触（そく、梵: sparśa） - 身根によって感じられる堅さ、熱さ、重さなど

- 滑らかさ、粗さ、重さ、軽さ、冷たさ、ひもじさ、渇きの7種、および地、水、火、風の4種(四大もしくは四大種という)の合計11種に分たれる。

- 法（ほう、梵: dhamma） - 意根によって知覚される概念を含むすべての存在

また、五根に対応する境の部分（色・声・香・味・触）を五境、そこに生じる欲を五欲（五塵）と表現したりもする。五根と五境をあわせて十色界という。
六根、六境(、後述の六界)の順序は、現在の法を対象とするものを先にし、四大種によって作られた色(所造色)のみを対象とする眼、耳、鼻、舌を先にし、より遠い対象に作用するものを先にし(眼、耳の順)、より速やかに明らかに作用するものを先とし(鼻、舌の順)、あるいは感覚器官の位置の高いほど先とし(眼、耳、鼻、舌の順で、身は多くの部分がこの下にあるからこれらの次とし、意はとどまる場所がないから最後となる)。

## 十八界
十八界（じゅうはちかい、梵: aṣṭādaśa-dhātavaḥ） - 18の知覚認識の要素。六根、六境、六識。後に「界」の字を付ける。「界」とは、種族、種類のこと。
- 六識（ろくしき、梵: ṣaḍ-vijñāna） - 六種の心のはたらき、感官知のこと。

六根、六境、六識の十八界を数え上げるのは、主観の心が客観の対象をとらえるのはそれぞれの器官を通じてである、という考えに立っている。
見る心（眼識）は視覚器官（眼）を通して、色・形（色）をとらえる。聴く心（耳識）は聴覚器官（耳）を通じて音（声）をとらえる、といった具合である。
- 眼識 （げんしき、梵: cakṣur-vijñāna） - 視覚する心
- 耳識 （にしき、梵: śrotra-vijñāna） - 聴覚する心
- 鼻識 （びしき、梵: ghrāṇa-vijñāna） - 嗅覚する心
- 舌識 （ぜっしき、梵: jihvā-vijñāna） - 味覚する心
- 身識 （しんしき、梵: kāya-vijñāna） - 触覚する心
- 意識 （いしき、梵: mano-vijñāna） - 識知し思考する心 

部派仏教では心のあり方をこの六識に分析するが、唯識派の仏教では、それに第七識としての末那識、第八識としての阿頼耶識を加えて八識とする。

## 十二処・十八界の表
十二処・十八界については下表のとおり。
| 十二処                                            | 十二処                                                   |
| 六根                                              | 六境                                                     |
| ------------------------------------------------- | -------------------------------------------------------- |
| 眼（げん）（眼根（げんこん）、眼処（げんしょ））  | 色（しき）（色境（しききょう）、色処（しきしょ））       |
| 耳（に）（耳根（にこん）、耳処（にしょ））        | 声（しょう）（声境（しょうきょう）、声処（しょうしょ）） |
| 鼻（び）（鼻根（びこん）、鼻処（びしょ））        | 香（こう） （香境（こうきょう）、香処（こうしょ））      |
| 舌（ぜつ）（舌根（ぜっこん）、舌処（ぜっしょ））  | 味（み）（味境（みきょう）、味処（みしょ））             |
| 身（しん） （身根（しんこん）、身処（しんしょ）） | 触（そく） （触境（そっきょう）、触処（そくしょ））      |
| 意（い）（意根（いこん）、意処（いしょ））        | 法（ほう）（法境（ほうきょう）、法処（ほっしょ））       |

| 十八界           | 十八界             | 十八界                                     |
| ---------------- | ------------------ | ------------------------------------------ |
| 眼界（げんかい） | 色界（しきかい）   | 眼識界（げんしきかい）（眼識（げんしき）） |
| 耳界（にかい）   | 声界（しょうかい） | 耳識界（にしきかい）（耳識（にしき））     |
| 鼻界（びかい）   | 香界（こうかい）   | 鼻識界（びしきかい）（鼻識（びしき））     |
| 舌界（ぜっかい） | 味界（みかい）     | 舌識界（ぜっしきかい）（舌識（ぜっしき）） |
| 身界（しんかい） | 触界（そくかい）   | 身識界（しんしきかい）（身識（しんしき）） |
| 意界（いかい）   | 法界（ほっかい）   | 意識界（いしきかい）（意識（いしき））     |

## 心・意・識の同義
心（Citta）と意（Manas）と識（Vijñāna）とは、阿含以来、同義語と解されている。それは五蘊であれば識蘊、十二処であれば意処であるが、十八界でいうと七心界（眼識界、耳識界、鼻識界、舌識界、身識界、意識界、意界）となる。意界（意根）は、現在にはたらいた六識が、次の刹那過去に去ったとき、それが引き続いて現在に生起してくる次の識のよりどころとなる。五蘊の識蘊は有情の生のよりどころとなるものを指すため、それと対応する十八界の意界は有漏の識のみを意味し、七心界に属するすべての識(有漏、無漏の識をともに含む)を意味しない

## その他
- さらに経典によっては、下記を加える[26]。
  - 六識身（ろくしきしん、過去の記憶） - 眼識身・耳識身・鼻識身・舌識身・身識身・意識身
  - 六触身（ろくそくしん、外界との接触） - 眼触身・耳触身・鼻触身・舌触身・身触身・意触身
  - 六受身（ろくじゅしん、六觸所生受身／六觸因縁生受[27]、外界との接触により生じる判断） - 眼受身・耳受身・鼻受身・舌受身・身受身・意受身
  - 六想身（ろくそうしん、六觸所生想身、外界との接触により生じる知覚） - 色想身・聲想身・香想身・味想身・觸想身・法想身
  - 六思身（ろくししん、六觸所生思身、外界との接触により生じる思い） - 色思身・聲思身・香思身・味思身・觸思身・法思身
  - 六愛身（ろくあいしん、六觸所生愛身、外界との接触により生じる愛着） - 色愛身・声愛身・香愛身・味愛身・所触愛身・法愛身

- 自らの存在が他のものが同時・同所に生起することを妨げ、同一空間内で他と抵触するもののことを有対といい、十色界(五根および五境)は有対である[28]。